# بینوایان (فیلم ۱۹۹۵)
بینوایان (انگلیسی: Les Misérables) فیلمی به نویسندگی و کارگردانی کلود للوش است که در سال ۱۹۹۵ منتشر شد.

## بازیگران
- ژان‌پل بلموندو در نقش ژان والژان
- میشل بوژنا در نقش آندره زیمن
- آلساندرا مارتینس
- سالومه للوش
- مارگو آباسکال
- آنی ژیراردو در نقش مادام تناردیه
- فیلیپ لئوتار در نقش تناردیه
- روفوس
- ریچارد زامل
- دیدیه باربولیویان
- آنری-ژاک اوئت
- ایزابل سادویان
- کلمانتین سلاریه در نقش کاترین
- فیلیپ خرسند
- تیکی اُلگادو
- ویلیام لمارژی
- ژان ماره
- میشلین پرل
- دانیل توسکان دو پلانتیه
- میکائل کوئن
- ژاک بوده
- روبر حسین
- داری کول
- آنتوان دولری
- ژاک گامبلن
- پیر ورنیه
- استفان فرارا

## جوایز
- آنی ژیراردو برنده جایزه سزار بهترین بازیگر نقش مکمل زن (۱۹۹۶)
- برنده جایزه گلدن گلوب بهترین فیلم غیر انگلیسی‌زبان (۱۹۹۵)